# Leioproctus spathigerus
Leioproctus spathigerus är en biart som beskrevs av Michener 1989. Leioproctus spathigerus ingår i släktet Leioproctus och familjen korttungebin. Inga underarter finns listade i Catalogue of Life.